# ثيلما إيسترين
ثيلما إيسترين (بالإنجليزية: Thelma Estrin)‏ (و. 1924 – 2014 م) هي عَالِمَة حاسوب، ومهندسة أمريكية، ولدت في نيويورك، كانت عضوةً في معهد الدراسات المتقدمة (1950–1956)، توفيت في سانتا مونيكا، كاليفورنيا، عن عمر يناهز 90 عاماً.

## التعليم
تعلمت في جامعة ويسكونسن-ماديسون.

## جوائز
حصلت على جوائز منها:
- قاعة مشاهير النساء العاملات في مجال التقانة (1999)
- Society of Women Engineers Achievement Award ‏ (1981)
- زمالة معهد مهندسي الكهرباء والإلكترونيات
- IEEE Haraden Pratt Award [الإنجليزية]‏
- زمالة المعهد الأمريكي للهندسة الطبية والأحيائية ‏.